# Nuntiella extenuata
Nuntiella extenuata är en fjärilsart som beskrevs av Kuznetsov 1971. Nuntiella extenuata ingår i släktet Nuntiella och familjen vecklare. Inga underarter finns listade i Catalogue of Life.